# Copa Báltica 2020
La Copa Báltica 2020 (en estonio, Balti turniir 2020; en letón, Baltijas Kauss 2020; en lituano, 2020 m. Baltijos taurė) fue la XXVIII edición de la competición amistosa disputada por las selecciones representantes de los tres países bálticos: Estonia, Letonia y Lituania. El torneo inició el 1 de junio y finalizó  el 10 de junio de 2021.
Originalmente programado para celebrarse en el verano de 2020, el torneo se pospuso debido a la pandemia de COVID-19 y se reprogramó del 1 al 10 de junio de 2021, mientras conservaba el nombre Copa Báltica 2020.

## Formato
Las tres selecciones se enfrentaron entre sí en un sistema de liguilla a una sola rueda, de manera tal que cada una de ellas disputó dos encuentros, uno como local y otro como visitante. La selección con mayor cantidad de puntos obtenidos al finalizar el torneo se consagró campeona.

## Posiciones
| Selección | Pts | PJ | PG | PE | PP | GF | GC | Dif |
| --------- | --- | -- | -- | -- | -- | -- | -- | --- |
| Estonia   | 6   | 2  | 2  | 0  | 0  | 3  | 1  | +2  |
| Letonia   | 3   | 2  | 1  | 0  | 1  | 4  | 3  | +1  |
| Lituania  | 0   | 2  | 0  | 0  | 2  | 1  | 4  | -3  |

## Resultados
- Los horarios son correspondientes a la hora local.

| 1 de junio de 2021 | Lituania | 0:1(0:0) | Estonia         | Estadio LFF, Vilna                |                                   |
| 19:00 (UTC+3)      |          | Reporte  | 59' Henri Anier | Árbitro(s): Aleksandrs Anufrijevs | Árbitro(s): Aleksandrs Anufrijevs |

| 4 de junio de 2021 | Letonia                                                             | 3:1(1:0) | Lituania               | Estadio Daugava, Riga     |                           |
| 19:00 (UTC+3)      | Markas Beneta 37' (a.g.) · Eduards Emsis 69' · Roberts Uldriķis 85' | Reporte  | 67' Paulius Golubickas | Árbitro(s): Juri Frischer | Árbitro(s): Juri Frischer |

| 10 de junio de 2021 | Estonia              | 2:1 (2:0) | Letonia             | A. Le Coq Arena, Tallin        |                                |
| 19:00 (UTC+3)       | Mattias Käit 5', 40' | Reporte   | 84' Davis Ikaunieks | Árbitro(s): Robertas Valikonis | Árbitro(s): Robertas Valikonis |

## Goleadores
- Actualizado el 10 de junio de 2021.

| Jugador            | Selección | Goles |
| ------------------ | --------- | ----- |
| Mattias Käit       | Estonia   | 2     |
| Henri Anier        | Estonia   | 1     |
| Eduards Emsis      | Letonia   | 1     |
| Paulius Golubickas | Lituania  | 1     |
| Davis Ikaunieks    | Letonia   | 1     |
| Roberts Uldriķis   | Letonia   | 1     |